# John Lesko
John Lesko (* 21. September 1988 in Richland, Washington) ist ein ehemaliger US-amerikanischer Fußballspieler auf der Position eines Abwehrspielers, der vor allem als Innenverteidiger eingesetzt wurde.

## Karriere

### High-School- und College-Fußball
John Lesko wurde am 21. September 1988 als Sohn von Andrew und Karen Lesko in der Stadt Richland im US-Bundesstaat Washington geboren. Seine Karriere als Fußballspieler begann er früh und gehörte er auch während seiner High-School-Zeit der schuleigenen Fußballmannschaft an. An der Richland-High-School, die wenige Jahre zuvor auch von der späteren US-amerikanischen Rekordfußballnationalspielerin Hope Solo besucht worden war, war Lesko bereits als Innenverteidiger im Einsatz. Als solcher erzielte er im Laufe seiner Zeit bei den Richlands Bombers, so der Name der Sportabteilung der High School, vier Tore und steuerte zudem zwei Treffer bei. Aufgrund seiner Leistungen wurde er einstimmig in die First-Team-Big-9-Conference-Auswahl gewählt. Seiner Mannschaft verhalf er in seinen vier High-School-Jahren zum dreimaligen Gewinn der Washington State Championship.
Im Jahre 2006 begann er ein Studium an der University of South Carolina Aiken, wobei er als Hauptstudiengang Mathematics/Computer Science wählte. Parallel zu seinem Studien trat er ab dieser Zeit auch für die Universitätssportabteilung USC Aiken Pacers als Mitglied der Herrenfußballmannschaft in Erscheinung. In seinem Freshman-Jahr kam Lesko dabei auf 14 Einsätze, von denen er in neun von Beginn an auf dem Rasen war. Im darauffolgenden Sophomore-Jahre 2007 kam der großgewachsene Defensivakteur bereits auf 18 Meisterschaftseinsätze, von denen er in 13 von Spielbeginn an startete. Neben einer vermehrten Anzahl von Schüssen gelang ihm in diesem Jahr auch seine erste Torvorlage im College-Fußball. Im nachfolgenden Junior-Jahr 2008 war Lesko der einzige Spieler im Kader des Pacers, der in allen 17 Meisterschaftsspielen als Stammkraft von Beginn an von Trainer Ike Ofoje eingesetzt wurde. Des Weiteren gelangen ihm in diesem Jahr seinen ersten beiden Treffer für die USC Aiken Pacers, wobei er in bzw. nach diesem Spieljahr auch selbst mehrfach geehrt wurde.
Zu seinen individuellen Erfolgen in diesem Jahr zählen die Wahl zum Most Valuable Player der Mannschaft sowie die Wahlen ins PBC-All-Conference-Team und ins All-Tournament-Team. Seine beste Saisonleistung gelang ihm allerdings in seinem Senior-Jahr 2009, als er als Mannschaftskapitän bei 15 Ligaeinsätzen (14 Starts von Beginn an) drei Tore und zwei Torvorlagen beisteuerte. Nachdem er bereits in der Saisonvorbereitung ins PBC-Preseason-All-Conference-Team gewählt worden war, schaffte er es auch in diesem Jahr zum wiederholten Male in die PBC-All-Conference-Auswahl und war zudem im Daktronics-All-Region-Second-Team vertreten.

### Erste Einsätze im Herrenfußball und kurze Profikarriere
Während der spielfreien Zeit an der Universität hatte Lesko im Jahre 2008 erste Einsätze im Herrenfußball, als er sich den Panama City Pirates mit Spielbetrieb in der viertklassigen USL Premier Development League anschloss. In der ersten Spielzeit des im Vorjahr gegründeten Franchises brachte es der Innenverteidiger dabei auf zehn Meisterschaftsspiele, ehe er wieder an die Universität zurückkehrte.
Nachdem ihm im Laufe der Pro Soccer Combines 2010, wo er von Jesse Myers von den Richmond Kickers getestet wurde, das Potential zum Profispieler attestiert worden war, war Lesko im März 2010 einer der ersten Spieler, der für das neue Franchise AC St. Louis in der nur kurzlebigen USSF Division 2 Professional League unter Vertrag genommen wurde. Sein Profidebüt gab er daraufhin am 10. April 2010 im ersten offiziellen Spiel des AC St. Louis, als er bei der 0:2-Niederlage gegen die Carolina RailHawks von Trainer Claude Anelka von Beginn an und über die volle Spieldauer eingesetzt wurde. Danach dauerte es einen Monat, ehe der Defensivakteur zu seinem nächsten Ligaeinsatz kam und abermals knappe zwei Monate, ehe er auf regelmäßige Auftritte in der USSF Division 2 Professional League brachte. Dennoch konnte er sich nicht als Stammkraft durchsetzen und wurde in den zwölf Meisterschaftsspielen, die er in diesem Spieljahr absolvierte, sechs Mal ein- und zwei Mal ausgewechselt.
Neben dem sportlichen Misserfolg – man schloss die Saison sowohl in der Conference, als auch in der zusammengefassten Gesamttabelle auf dem vorletzten Platz ab – kamen auch noch finanzielle Schwierigkeiten, die das Franchise nach nur einer absolvierten Spielzeit zur Auflösung zwangen. Kurz davor war bereits das daneben betriebene Frauenfußball-Franchise Saint Louis Athletica aufgelöst worden. Hinzu kam auch noch die Auflösung der Liga nach nur einem einzigen Spieljahr. Lesko entschied sich gegen eine weitere Laufbahn als Fußballspieler und wechselte stattdessen in die Privatwirtschaft und machte nebenbei seine Studienabschlüsse.

### Das Leben nach der Laufbahn als Profisportler
Ab 2012 studierte er wieder an der University of South Carolina, die er im Jahre 2014 mit einem Bachelor in Science in Maschinentechnik abschloss. Parallel hierzu war er bei Southern Nuclear, die unter anderem die drei Kernkraftwerke Farley, Hatch und Vogtle betreiben, von August bis Dezember 2012 und von Mai bis August 2013 als technischer Mitarbeiter tätig.
Danach wechselte er im Mai 2014 zum Luftfahrtunternehmen Allied Air Enterprises in West Columbia, South Carolina, und war dort bis Juli 2014 aktiv. Nach Erhalt des Bachelors schloss er sich im September 2014 dem Unternehmen Enercon Services, wo er, wie bereits bei Allied Air, als Konstrukteur bzw. Entwicklungsingenieur arbeitete, an. Nach knapp zwei Jahren tat sich für ihn eine Stelle bei GE Powers, einem Tochterunternehmen von General Electric (GE), auf. Dort war er von August 2016 bis Oktober 2018 als Datenanalyst für die weltweite Überwachung der Gas- und Dampfturbinenflotte von General Electric verantwortlich. Im Oktober 2018 stieg er zum Senior Data Scientist des Unternehmens auf.